# L-muur
Een L-Muur is een grondkerende constructie in de vorm van een L. deze vorm maakt het dat deze wand een aantal speciale eigenschappen heeft.
Het verticale deel van de wand is primair om de grond te keren en daarnaast kunnen er voorzieningen opgenomen worden in de wand. Vaak wordt de muur ook verankerd
Het horizontale deel van de L-muur is bedoeld om de stabiliteit van de constructie te waarborgen. Door het gewicht dat op de constructie rust ontstaat er een grote wrijving tussen de muur en de grond. Deze wrijving moet de horizontale belasting van dezelfde grondmassa en eventueel een externe horizontale last opvangen. Eventueel kan de verankering hierbij helpen. Meestal worden keermuren op staal gefundeerd (fundering op de ondergrond, een verbeterd zandbed)
Fundering op een damwand is ook mogelijk maar hierbij moet opgelet worden dat er geen keerpunt ontstaat waar de wand omheen kan roteren en bezwijken. In dit soort gevallen zal altijd uitgegaan worden van een verankering.